# Ґуке
Ґуке (перс. گوكه) — село в Ірані, у дегестані Лафмеджан, в Центральному бахші, шагрестані Ляхіджан остану Ґілян. За даними перепису 2006 року, його населення становило 651 особу, що проживали у складі 222 сімей.